# Serpentina (tauromaquia)

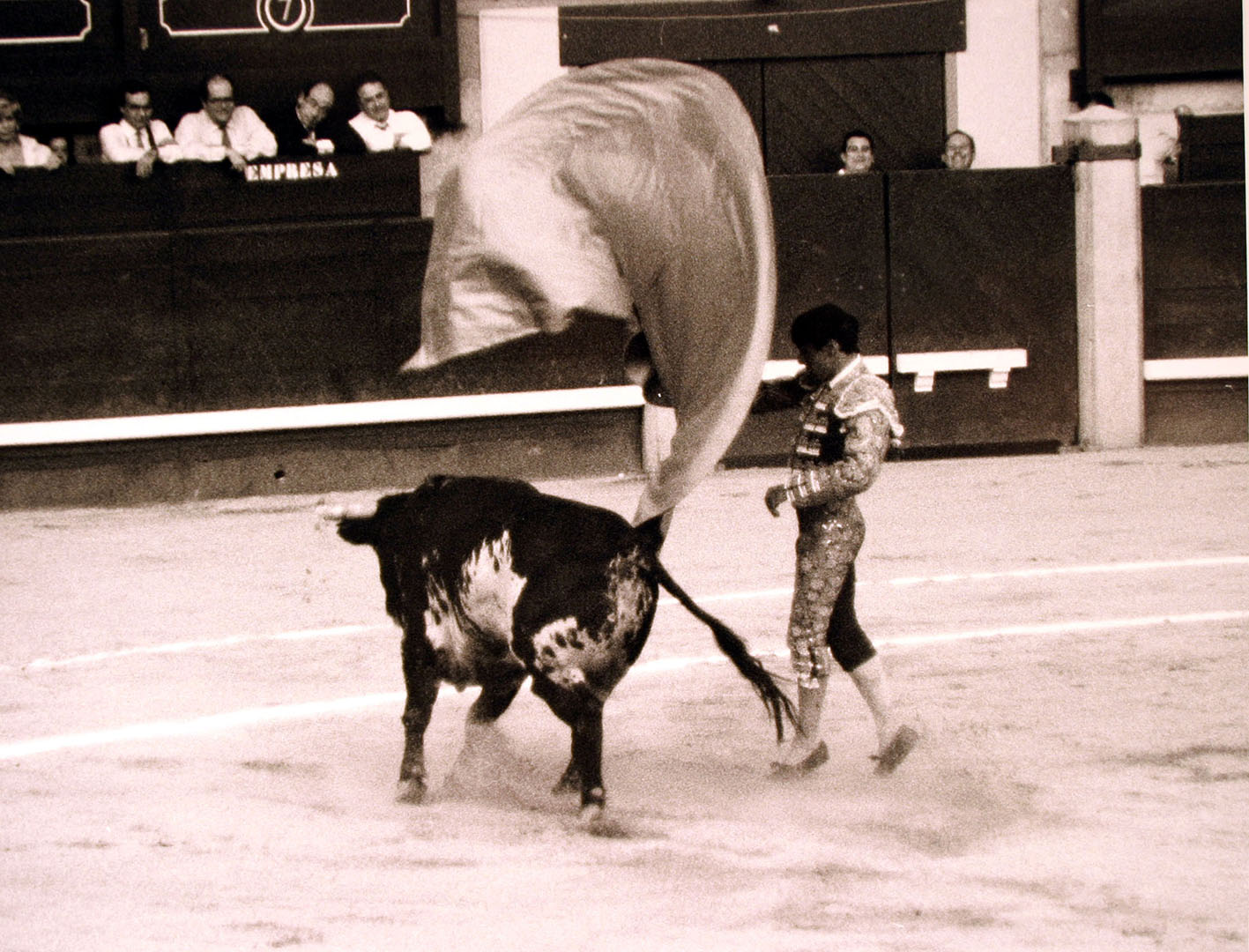
Serpentina de Joselito en La Cubierta de Leganés

El capote, en el toreo, es la mayor fuente de variedad y vistosidad. Y, entre las suertes que se realizan con este útil, una de las suertes más llamativas es la serpentina, que recibe su nombre porque, como la tira de papel que se enrolla sobre sí misma, el capote dibuja en el aire un arabesco semejante.

## Desarrollo
Si bien, se trata de un adorno que sirve para rematar las series con el capote, la serpentina comienza con una larga natural, como si se estuviera ejecutando una verónica a una mano, y una vez despedida la embestida del toro, se hace girar el capote verticalmente para, cuando se ha completado la circunferencia, volver a hacerlo girar horizontalmente alrededor de la cintura del torero, como una revolera, pero cambiando la mano que recoge el vuelo del capote por la espalda.

## Origen
En México asignan la invención de este lance a Nicanor Villalta, razón por la que se le denomina como el “manguerazo de Villalta”, aunque en España se reconoce a Rafael El Gallo como su verdadero autor.

## Intérpretes
Entre los grandes intérpretes de la serpentina se recuerda a Joselito, que la ejecutó en la Corrida Gollesca de Madrid el 2 de mayo de 1996, así como el torero mexicano El Pana, que la incluía con frecuencia en su amplísimo y variado repertorio de capote. También los hermanos Luis Francisco y Juan Antonio Esplá la interpretaron varias veces cuando realizaban los quites en collera.